# Zarzecze (Chełm)
Pour les articles homonymes, voir Zarzecze.
Zarzecze (prononciation : [zaˈʐɛt͡ʂɛ]) est un village polonais de la gmina de Chełm dans le powiat de Chełm de la voïvodie de Lublin dans l'est de la Pologne.
Il se situe à environ 12 kilomètres au nord de Pokrówka (siège de la gmina), 6 kilomètres au nord de Chełm (siège du powiat) et 63 kilomètres à l'est de Lublin (capitale de la voïvodie).

## Histoire
De 1975 à 1998, le village est attaché administrativement à la voïvodie de Chełm.

Depuis 1999, il fait partie de la voïvodie de Lublin.